# Ski Skład
Ski Skład – polski zespół hip-hopowy. Został założony przez Peję i Wiśnię, podczas wyjazdu koncertowego zespołu Slums Attack. Wiśnia był w tym czasie w zespole UKF Skład, który niedługo potem się rozpadł. W 2003 roku wytwórnia T1-Teraz wydała jedyny album grupy pt. „Wspólne zadanie”. W 2003 roku zespół wystąpił także gościnnie na płycie P-Ń VI 52 Dębiec.

## Dyskografia
Albumy
| Tytuł           | Dane dot. albumu                            | Pozycja na liście | Sprzedaż        |
| Tytuł           | Dane dot. albumu                            | POL               | Sprzedaż        |
| --------------- | ------------------------------------------- | ----------------- | --------------- |
| Wspólne zadanie | - Data: 26 czerwca 2003 - Wydawca: T1-Teraz | 14                | - POL: 11 tys.+ |

Notowane utwory
| Tytuł           | Rok  | Pozycja na liście | Album           |
| Tytuł           | Rok  | SLiP              | Album           |
| --------------- | ---- | ----------------- | --------------- |
| „Dzień zagłady” | 2004 | 39                | Wspólne zadanie |

Inne
| Album                                 | Rok  | Utwór                                                         | Źródło |
| ------------------------------------- | ---- | ------------------------------------------------------------- | ------ |
| Owal/Emcedwa – Epizod II Rapnastyk    | 2002 | „Kontrast” (gościnnie: Ski Skład)                             | [ 6 ]  |
| DJ Decks – Mixtape Vol. 3             | 2003 | „Cały ten rap” (gościnnie: Da Blaze, Ski Skład, Iceman)       | [ 7 ]  |
| Nakręceni, czyli szołbiznes po polsku | 2003 | Ski Skład – „Klasyczna Fuzja (Kasper Hauser) (Magiera Remix)” | [ 8 ]  |
| Pięć Dwa Dębiec – P-Ń VI              | 2003 | „Kto?!” (gościnnie: Ski Skład)                                | [ 9 ]  |

## Teledyski
| Utwór                                            | Rok  | Reżyseria            | Album           |
| ------------------------------------------------ | ---- | -------------------- | --------------- |
| Pięć Dwa Dębiec – „Kto?!” (gościnnie: Ski Skład) | 2003 | Punkt Zero           | P-Ń VI          |
| „I kto ma lepiej” (gościnnie: RDW)               | 2004 | —                    | Wspólne zadanie |
| „Dzień zagłady” (gościnnie: Fu)                  | 2004 | Dariusz Szermanowicz | Wspólne zadanie |